# هينينج كارلسن
هينينج كارلسن (بالدنماركية: Henning Carlsen)‏ هو مونتير ومنتج أفلام وكاتب سيناريو ومخرج دنماركي، ولد في 4 يونيو 1927 في آلبورغ في الدنمارك، وتوفي في 30 مايو 2014 في كوبنهاغن في الدنمارك.

## وصلات خارجية
- هينينج كارلسن على موقع IMDb (الإنجليزية)
- هينينج كارلسن على موقع ألو سيني (الفرنسية)
- هينينج كارلسن على موقع أول موفي (الإنجليزية)
- هينينج كارلسن على موقع قاعدة بيانات الأفلام السويدية (السويدية)
- هينينج كارلسن على موقع قاعدة بيانات الفيلم (الإنجليزية)
- هينينج كارلسن على موقع كينوبويسك (الروسية)